# 95
Évszázadok: i. e. 1. század – 1. század – 2. század
Évtizedek: 40-es évek – 50-es évek – 60-as évek – 70-es évek – 80-as évek – 90-es évek – 100-as évek – 110-es évek – 120-as évek – 130-as évek – 140-es évek
Évek: 90 – 91 – 92 – 93 –  94 – 95 – 96 – 97 – 98 – 99 – 100

## Események

### Római Birodalom
- Domitianus császárt (helyettese január 13-tól Lucius Neratius Marcellus, májustól Aulus Bucius Lappius Maximus, szeptembertől Quintus Pomponius Rufus) és Titus Flavius Clemenst (helyettese Publius Ducenius Verus és Lucius Baebius Tullus) választják consulnak.
- Domitianus állítólagos császárellenes összeesküvés miatt több szenátort kivégeztet, többek között consultársát és unokabátyját, T. Flavius Clemenst, akinek fiait utódjának szánta.
- Ateizmus (valószínűleg kereszténység) vádjával halálra ítélik Manius Acilius Glabrio volt consult, akinek egy oroszlánnal kell megküzdenie a Colosseumban. Glabrio sebesülés nélkül megöli az oroszlánt, mire száműzik, de később mégis kivégzik.
- Domitianus kivégezteti Epaphroditust, Nero volt szabadosát is, mert amikor ura megparancsolta, segített neki az öngyilkosságban, ahelyett hogy óvta volna az életét.
- Quintilianus megírja Institutio oratoria c. retorikai kézikönyvét.

## Születések
- Appianosz, görög történetíró

## Halálozások
- Titus Flavius Clemens, római politikus
- Manius Acilius Glabrio, római politikus
- Epaphroditus, Nero császár szolgája

## Fordítás
- Ez a szócikk részben vagy egészben  az   AD 95 című angol Wikipédia-szócikk ezen változatának fordításán alapul.  Az eredeti cikk szerkesztőit annak laptörténete sorolja fel. Ez a jelzés csupán a megfogalmazás eredetét és a szerzői jogokat jelzi, nem szolgál a cikkben szereplő információk forrásmegjelöléseként.